# Turn-Weltmeisterschaften 1995
Die 31. Weltmeisterschaften im Gerätturnen fanden 1995 in Sabae, Japan statt.

## Ergebnisse

### Männer

#### Einzel-Mehrkampf
| Rang | Athlet             |
| ---- | ------------------ |
| 1.   | Li Xiaoshuang      |
| 2.   | Wital Schtscherba  |
| 3.   | Jewgeni Tschabajew |

#### Mannschaft
| Platz | Land                | Turner |
| ----- | ------------------- | --- |
| 1.    | Volksrepublik China | Li Xiaoshuang Zhang Jinjing Huang Liping Fan Bin Shen Jian Huang Huadong Fan Hongbin                                |
| 2.    | Japan               | Hikaru Tanaka Yoshiaki Hatakeda Daisuke Nashikawa Toshikaru Sato Masayuki Matsunaga Hiromasa Masuda Masayoshi Maeda |
| 3.    | Rumänien            | Nistor Sandro Cristian Leric Adrian Ianculescu Nicu Stroia Marius Urzică Nicolae Bejenaru Dan Burincă               |

#### Boden
| Rang | Athlet             |
| ---- | ------------------ |
| 1.   | Wital Schtscherba  |
| 2.   | Li Xiaoshuang      |
| 3.   | Hryhorij Missjutin |

#### Reck
| Rang | Athlet            |
| ---- | ----------------- |
| 1.   | Andreas Wecker    |
| 2.   | Yoshiaki Hatakeda |
| 3.   | Krassimir Dunew   |

#### Barren
| Rang | Athlet            |
| ---- | ----------------- |
| 1.   | Wital Schtscherba |
| 2.   | Huang Liping      |
| 3.   | Hikaru Tanaka     |

#### Pauschenpferd
| Rang | Athlet            |
| ---- | ----------------- |
| 1.   | Li Donghua        |
| 2.   | Huang Huadong     |
| 2.   | Yoshiaki Hatakeda |

#### Ringe
| Rang | Athlet           |
| ---- | ---------------- |
| 1.   | Juri Chechi      |
| 2.   | Dan Burincă      |
| 3.   | Jordan Jowtschew |

#### Sprung
| Rang | Athlet             |
| ---- | ------------------ |
| 1.   | Hryhorij Missjutin |
| 1.   | Alexei Nemow       |
| 3.   | Wital Schtscherba  |

### Frauen

#### Einzel-Mehrkampf
| Rang | Athletin           |
| ---- | ------------------ |
| 1.   | Lilia Podkopajewa  |
| 2.   | Swetlana Chorkina  |
| 3.   | Lavinia Miloșovici |

#### Mannschaft
| Platz | Land                | Turnerinnen |
| ----- | ------------------- | --- |
| 1.    | Rumänien            | Simona Amânar Andreea Cacovean Gina Gogean Nadia Hatagan Alexandra Marinescu Lavinia Miloșovici Claudia Presăcan |
| 2.    | Volksrepublik China | Meng Fei Mo Huilan Ye Linlin Ji Liya Liu Xuan Qiao Ya Mao Yanling                                                |
| 3.    | Vereinigte Staaten  | Mary Beth Arnold Theresa Kulikowski Shannon Miller Dominique Moceanu Jaycie Phelps Kerri Strug Doni Thompson     |

#### Balken
| Rang | Athletin          |
| ---- | ----------------- |
| 1.   | Mo Huilan         |
| 2.   | Lilia Podkopajewa |
| 3.   | Dominique Moceanu |

#### Boden
| Rang | Athletin       |
| ---- | -------------- |
| 1.   | Gina Gogean    |
| 2.   | Ji Liya        |
| 3.   | Ludvine Furnon |

#### Stufenbarren
| Rang | Athletin          |
| ---- | ----------------- |
| 1.   | Swetlana Chorkina |
| 2.   | Mo Huilan         |
| 2.   | Lilia Podkopajewa |

#### Sprung
| Rang | Athletin          |
| ---- | ----------------- |
| 1.   | Simona Amânar     |
| 1.   | Lilia Podkopajewa |
| 3.   | Gina Gogean       |

## Medaillenspiegel
| Rang | Land                |   |   |   | total |
| ---- | ------------------- | - | - | - | ----- |
| 1    | Volksrepublik China | 3 | 6 | - | 10    |
| 2    | Ukraine             | 3 | 2 | 1 | 6     |
| 3    | Rumänien            | 3 | 1 | 3 | 7     |
| 4    | Belarus             | 2 | 1 | 1 | 4     |
| 4    | Russland            | 2 | 1 | 1 | 4     |
| 6    | Deutschland         | 1 | - | - | 1     |
| 6    | Italien             | 1 | - | - | 1     |
| 6    | Schweiz             | 1 | - | - | 1     |
| 9    | Japan               | - | 3 | 1 | 4     |
| 10   | Bulgarien           | - | - | 2 | 2     |
| 10   | Vereinigte Staaten  | - | - | 2 | 2     |
| 12   | Frankreich          | - | - | 1 | 1     |